# Анжеліка, маркіза янголів
«Анжеліка, маркіза янголів» — кінофільм режисера Аріеля Зейтуна, що вийшов на екрани в 2013.

## Зміст
Франція XVII століття. Юну красуню Анжеліку видають заміж за графа де Пейрака, що володіє величезним станом і такого, що вважається «чаклуном». Спочатку Анжеліка ненавидить чоловіка, але поступово починає розуміти, що за суворою зовнішністю ховається чарівний, добрий, чуйний і справедливий чоловік. Між подружжям спалахує справжня любов, але ідилія виявляється недовгою. Короля Людовика XIV, проїздом відвідав замок Де Пейрака, починає мучити заздрість до сімейного щастя і багатства свого підданого. Де Пейрак заточений у Бастилію і чекає страти. Але Анжеліка готова битися за свою любов до останнього подиху. Але допомога енергійної і незалежної красуні приходить давно закоханий в неї Ніколя - ватажок паризьких розбійників.

## Ролі
| Актор                 | Роль |
| --------------------- | ---- |
| Нора Арнезедер        | -    |
| Жерар Ланвен          | -    |
| Томер Сіслей          | -    |
| Симон Абкарян         | -    |
| Давид Крос            | -    |
| Метью Бужена          | -    |
| Мігель Херц-Кестранек | -    |
| Юліан Вайгенд         | -    |

## Знімальна група
- Режисер — Аріель Зейтун
- Сценарист — Філіп Бласбан, Анн Голон, Серж Голон
- Продюсер — Філіп Херинг, Еммануель Жаклін, Павло Солк
- Композитор — Натеніел Мека